# Chaetosciara recta
Chaetosciara recta är en tvåvingeart som beskrevs av Werner Mohrig 1999. Chaetosciara recta ingår i släktet Chaetosciara och familjen sorgmyggor. Inga underarter finns listade i Catalogue of Life.